# Sainte-Chapelle

Monumento storico di Francia

La Sainte-Chapelle, detta anche Sainte-Chapelle du Palais, situata a Parigi, nell'Île de la Cité, è uno dei più importanti monumenti dell'architettura gotica, rinomata per i suoi archi rampanti.
Venne costruita per volere di Luigi IX come cappella palatina del medievale palazzo dei re di Francia al fine di custodirvi la Corona di spine, un frammento della Vera Croce e diverse altre reliquie della Passione che il sovrano aveva acquisito a partire dal 1239. Nella cappella erano presenti gli archivi reali, i Trésor des Chartes.
Nell'autunno del 1241 sarebbero cominciati i primi lavori, seppur la data iniziale della costruzione è ancora ignota, gli storici la catalogano non più tardi del 1244, e conclusa tra la fine del 1248 e i primi mesi del 1249.
È la prima di una serie di Saintes chapelles erette in Francia tra il XIII e il XVI secolo. Concepita come un vasto reliquiario quasi interamente vetrato, la Sainte-Chapelle parigina si distingue per l'eleganza e l'arditezza della propria architettura, che si manifesta attraverso una notevole altezza e la prevalenza delle vetrate sulla muratura al livello delle finestre della cappella superiore.
Sebbene edificata speditamente, in meno di sette anni, la cappella non ha mai mostrato difetti di costruzione né gli elementi decorativi sono stati trascurati.
Per quest'ultimo aspetto si è fatto particolare ricorso alla scultura, alla pittura e all'arte vetraria. È per le grandi vetrate istoriate che, ancora oggi, la Sainte-Chapelle si fa ammirare nonostante abbia perso la sua funzione originaria dopo essere stata spogliata delle sue reliquie durante la Rivoluzione francese.
Insieme alla Conciergerie, la Sainte-Chapelle costituisce una delle vestigia del Palais de la Cité, antica residenza dei sovrani di Francia dal X al XIV secolo, che si estendeva sul luogo in cui è attualmente sito il Palazzo di giustizia.
La cappella è gestita dal Centre des monuments nationaux, che l'ha acquisita a titolo di donazione attraverso un arrêté del 2 aprile 2008.
Servito dalla stazione della metropolitana Cité, il monumento ha accolto nel 2011 più di 900 000 visitatori, risultando il terzo più visitato fra quelli gestiti dal Centre des monuments nationaux dopo Mont Saint-Michel e l'Arc de Triomphe.

## Storia

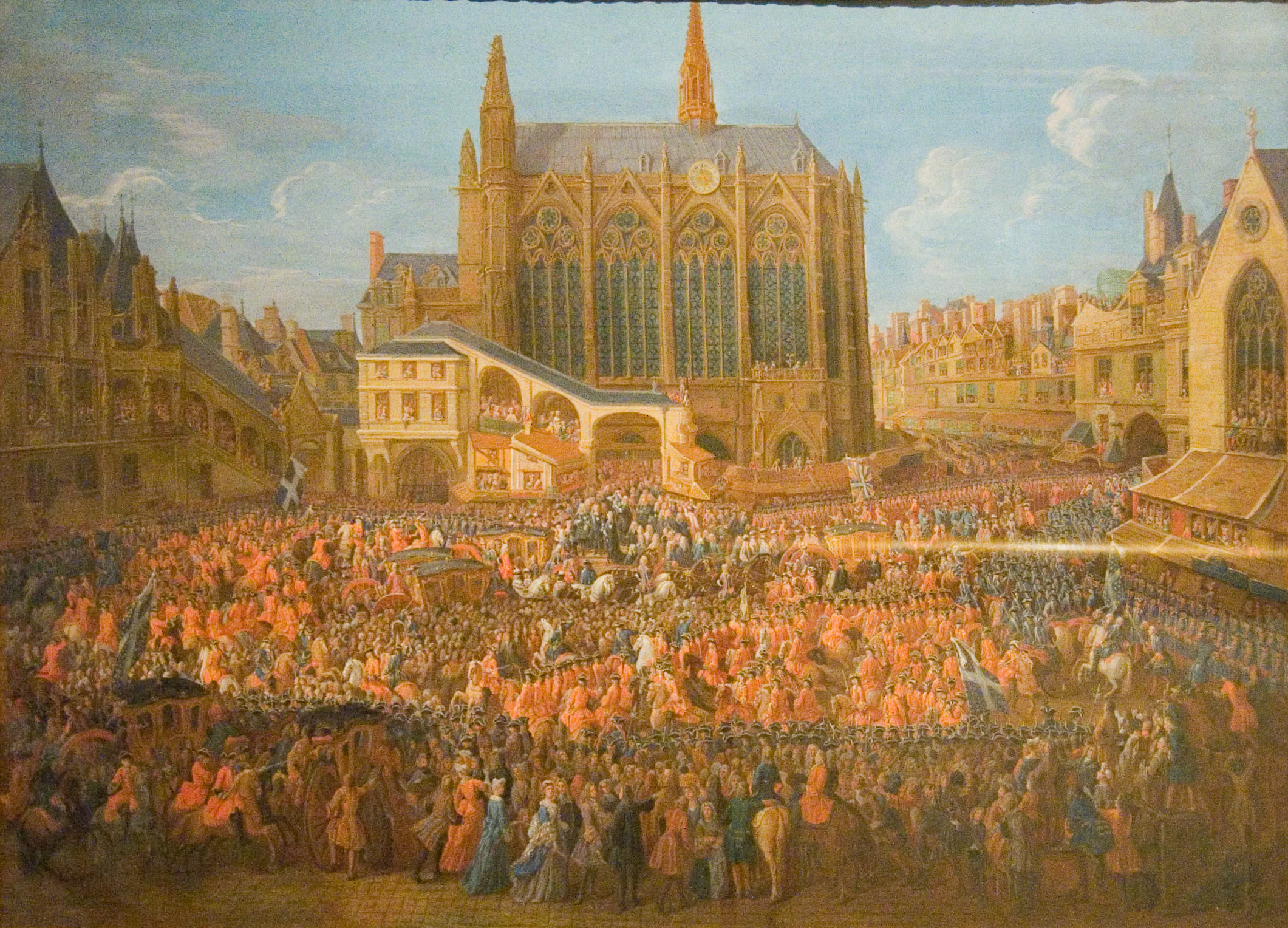
Pierre Denis Martin, Luigi XV lascia il Palazzo di Giustizia dove ha tenuto il Parlamento il 12 settembre 1715 (1715), con la Sainte-Chapelle sullo sfondo

La costruzione della cappella fu approvata nel 1241, venne iniziata nello stesso anno (o comunque entro il 1244) e venne rapidamente portata a termine: infatti fu consacrata già il 26 aprile 1249. La decisione della costruzione si deve al devotissimo re Luigi IX di Francia, re di Francia, (canonizzato dopo la morte), che la volle come cappella palatina e reliquiario.
La Sainte-Chapelle fu infatti eretta per accogliere le importanti reliquie della corona di spine di Gesù. Infatti, il devoto re Luigi IX di Francia portò la preziosa reliquia della Passione a Parigi nell'agosto del 1239, avuta dall'imperatore Latino di Costantinopoli, Baldovino II (imperatore latino di Costantinopoli, marchese di Namur e signore di Courtenay), come pegno per un ingente prestito in denaro. La corona di spine costò la somma di centotrentacinquemila lire tornesi. Per paragone, l'intera costruzione della Sainte-Chapelle costò quarantamila lire tornesi. Furono poi aggiunti un pezzo della Vera Croce e altre reliquie.
In tal modo la cappella, secondo il programma stabilito da re Luigi, divenne un prezioso reliquiario. Allo stesso tempo, rivela quali fossero le ambizioni politiche e culturali di Luigi: diventare il principale monarca dell'Occidente cristiano, quando il trono di Costantinopoli era occupato da un semplice Conte di Fiandra e il Sacro Romano Impero era in profonda crisi. Come l'imperatore latino d'Oriente poteva passare dall'interno dei suoi palazzi alla Hagia Sophia a Costantinopoli, così ora Luigi IX poteva accedere direttamente dal suo palazzo alla Sainte-Chapelle. Il re fu successivamente nominato santo dalla Chiesa cattolica e per questo è anche chiamato Luigi il Santo.
Nella cappella vennero sistemati gli archivi reali, i Trésor des Chartes.
Negli archivi relativi alla costruzione della cappella non è menzionato nessun architetto. Tuttavia una tradizione risalente al XVI secolo indica il nome di Pierre de Montreuil, già autore del nuovo coro della basilica di Saint-Denis e del completamento della facciata della cattedrale di Notre-Dame e che, morto nel 1267, ebbe una sepoltura, oggi non più esistente, nella cappella della Vergine dell'abbazia di Saint-Germain-des-Prés a Parigi che egli avrebbe costruito.
In seguito il palazzo reale divenne sede del Parlamento di Parigi e distrutto da vari incendi e in seguito più volte ricostruito e ristrutturato. La cappella perse dunque la sua originaria destinazione di cappella palatina. Fu comunque servita da un collegio di canonici sino al 1787.
Durante la Rivoluzione francese la cappella fu sottratta al culto verso il 1790, svuotata del suo contenuto e destinata a fungere da sede del Club de la Sainte-Chapelle, un'organizzazione politica costituita dai membri dell'Assemblea elettorale di Parigi. Nel 1797 fu adibita a deposito degli archivi del Palazzo di giustizia di Parigi e le finestre furono oscurate da enormi schedari. La loro bellezza fu così inavvertitamente salvata dai vandalismi che invece distrussero i banchi del coro, devastarono lo schermo protettivo del crocifisso, abbatterono la guglia e dispersero le reliquie. L'espansione degli uffici giudiziari minacciò l'esistenza stessa dell'edificio.  La sua conservazione, sotto la pressione dell'opinione pubblica, fu decisa nel 1836 e il suo lungo restauro, ebbe inizio l'anno successivo sotto la direzione di J. B. A. Lassus che progettò l'attuale guglia. Nel frattempo, un anno prima del completamento dei lavori, nel 1862 fu inserita nella lista dei monumenti storici francesi in quanto edificio rappresentativo dello stile gotico radiante.
Ora la Sainte-Chapelle è circondata dal Palazzo di Giustizia di Parigi, che perpetua una delle funzioni del palazzo reale, che ospitava anche il "letto di giustizia" dove importanti aristocratici peroravano le loro cause di fronte al re.
Attualmente sconsacrata, costituisce spesso lo sfondo suggestivo per concerti e rassegne musicali, e le preziose reliquie oggi sono conservate nella Cattedrale di Notre-Dame.

## Descrizione

### Struttura
L'edificio presenta una pianta rettangolare con abside poligonale e si sviluppa su due livelli. In basso, a pianterreno, si apre la Cappella inferiore, che era destinata al popolo; e sopra, s'innalza la Cappella superiore, destinata alla famiglia reale, a cui originariamente si accedeva solo con strette scale a chiocciola.

#### Misure e dimensioni
| Parametro                                                    | Misura  |
| ------------------------------------------------------------ | ------- |
| Altezza delle volte cappella superiore                       | 15,35 m |
| Larghezza della cappella superiore                           | 10,70 m |
| Altezza delle vetrate della cappella superiore               | 13,45 m |
| Larghezza delle vetrate dell'abside della cappella superiore | 2,10 m  |
| Diametro del rosone della cappella superiore                 | 9 m     |

### Esterno

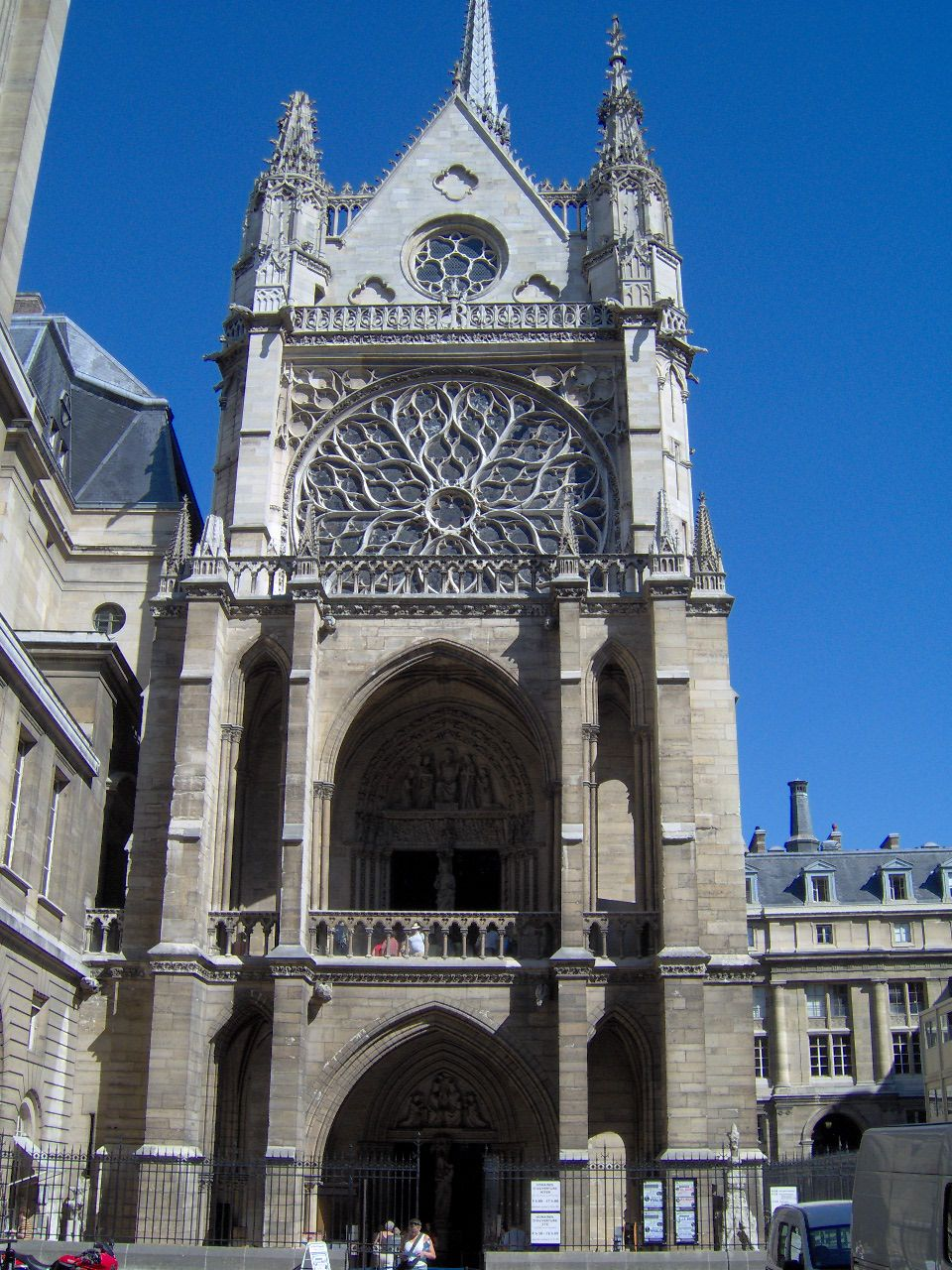
La facciata

La facciata è orientata verso nord-ovest ed è comune ad entrambe le cappelle. Particolarmente slanciata, presenta uno sporgente avancorpo, in cui si aprono un portico sormontato da una loggia, entrambi con un prospetto tripartito da archi a sesto acuto poggianti su pilastri e coperti con volte ad ogiva. Nel portico, che costituisce l'ingresso principale alla cappella inferiore, si apre un portale leggermente strombato sormontato da una lunetta raffigurante l'Incoronazione di Maria fra due angeli; sul trumeau che divide i due battenti, vi è una statua della Madonna con il Bambino. Analogo è il portale della cappella superiore, sormontato da una lunetta con Cristo in trono fra i segni della Passione e santi e la statua della colonnina raffigurante Gesù redentore. L'architrave presenta una ricca scultura a rilievo con il Giudizio universale. Nella parte superiore della facciata si aprono il grande rosone gotico-fiammeggiante del XV secolo e, nella cuspide triangolare, un rosone più piccolo, affiancato da due guglie con base ottagonale.
Le fiancate della cappella sono caratterizzate dalla presenza delle molteplici polifore su due livelli, alternate a contrafforti a pianta rettangolare, ciascuno dei quali è sormontato da una guglia. Lungo il fianco destro, in corrispondenza della quarta campata, si apriva un secondo portale della cappella inferiore, del quale rimane il protiro. Prima dei restauri ottocenteschi, a ridosso della fiancata destra della chiesa vi era una scalinata che univa la corte alla loggia.
Poco oltre la metà della chiesa, sul tetto, si eleva la flèche, costruita nell'ottocento su progetto di Eugène Viollet-le-Duc in sostituzione dell'originale, demolita nel 1777.

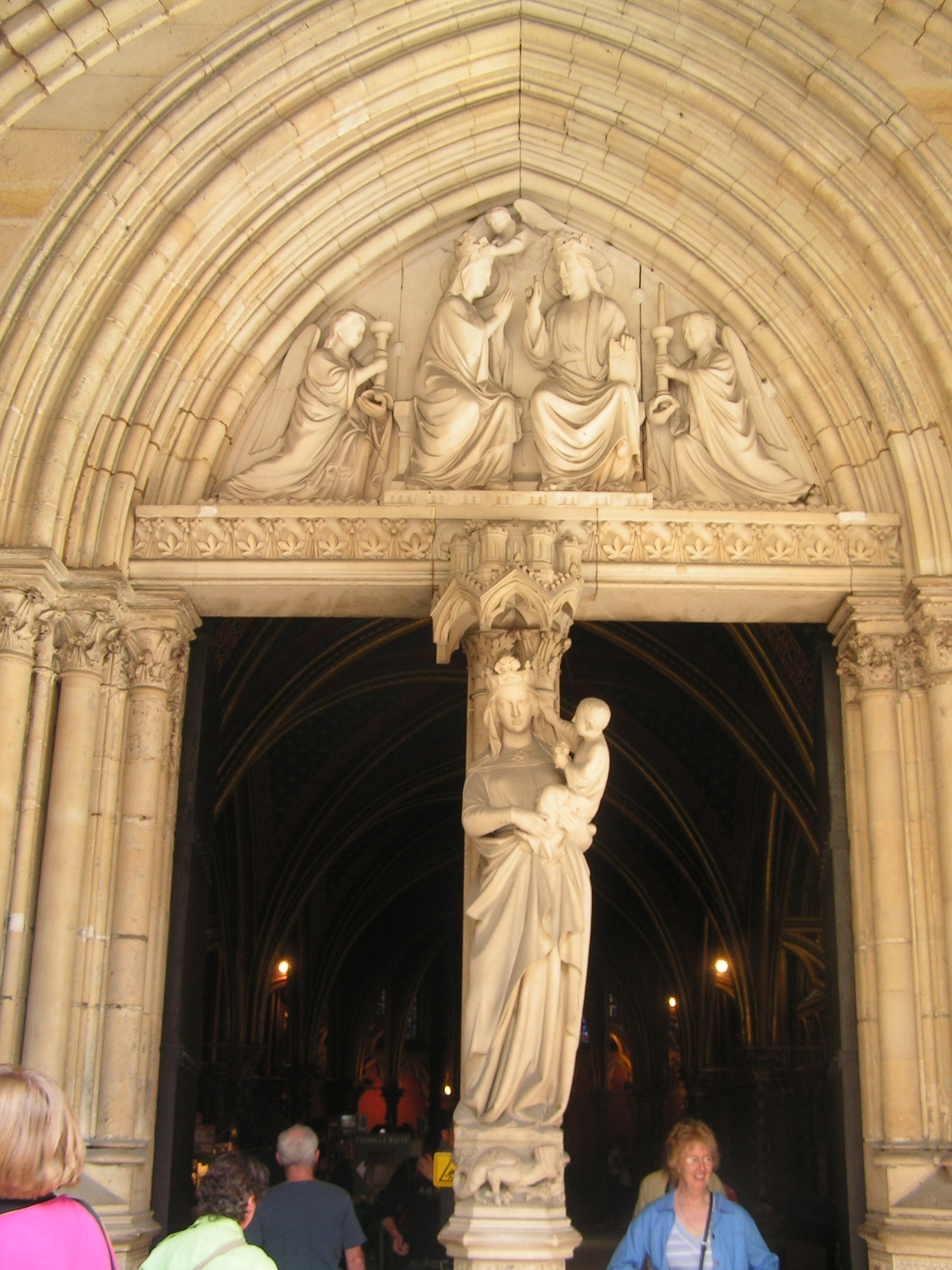
Il portale della cappella inferiore
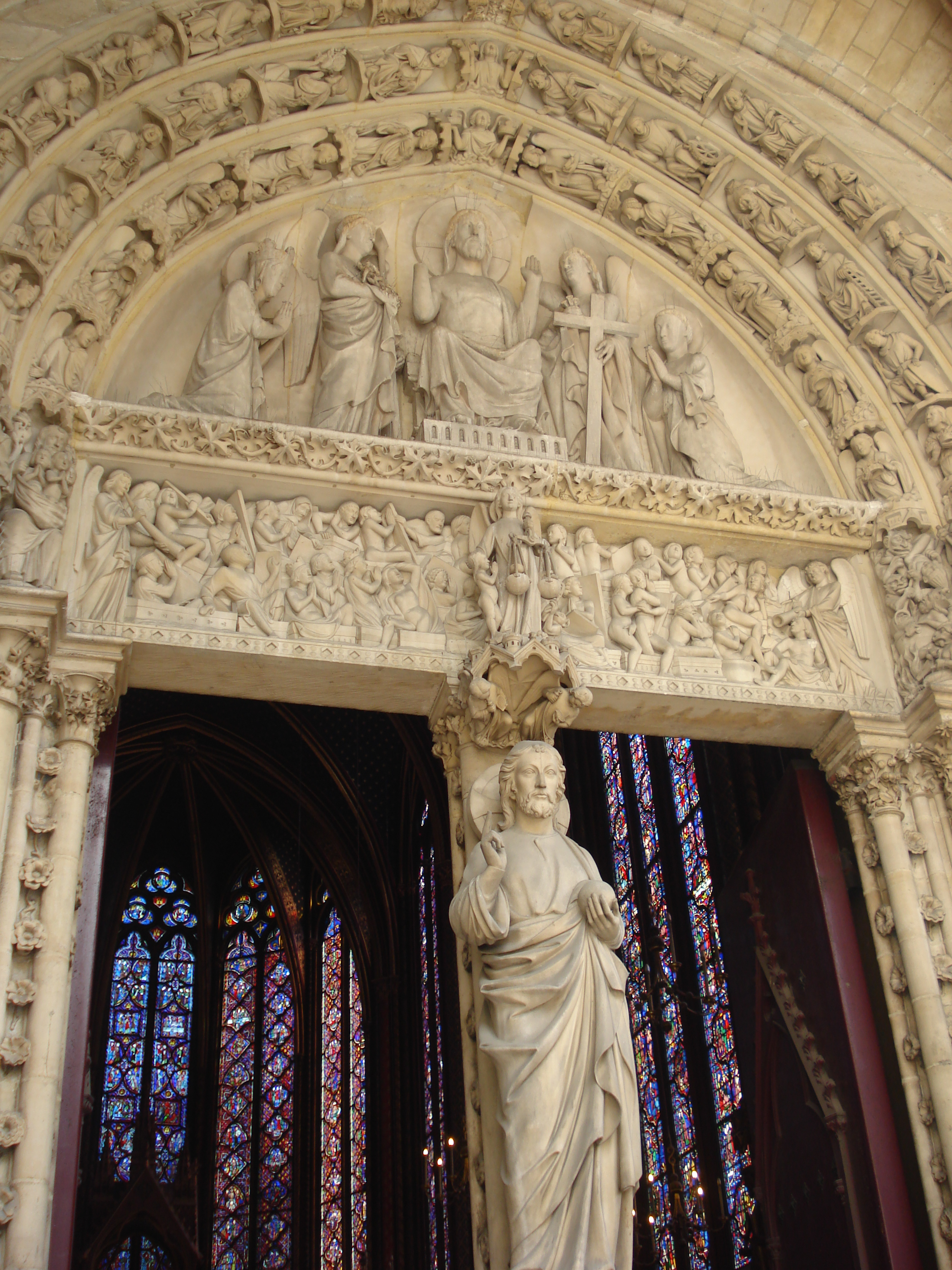
Il portale della cappella superiore
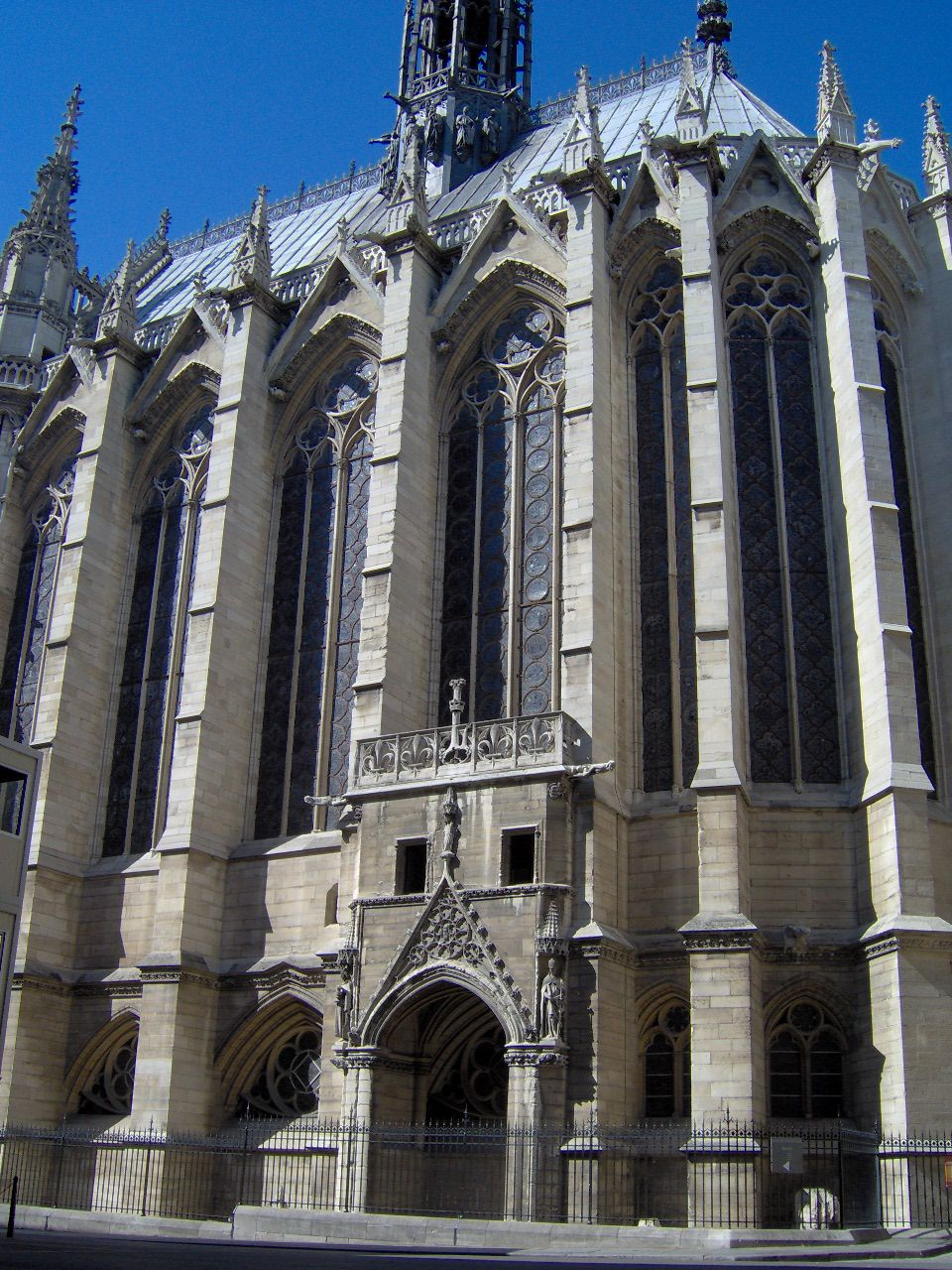
Il fianco destro
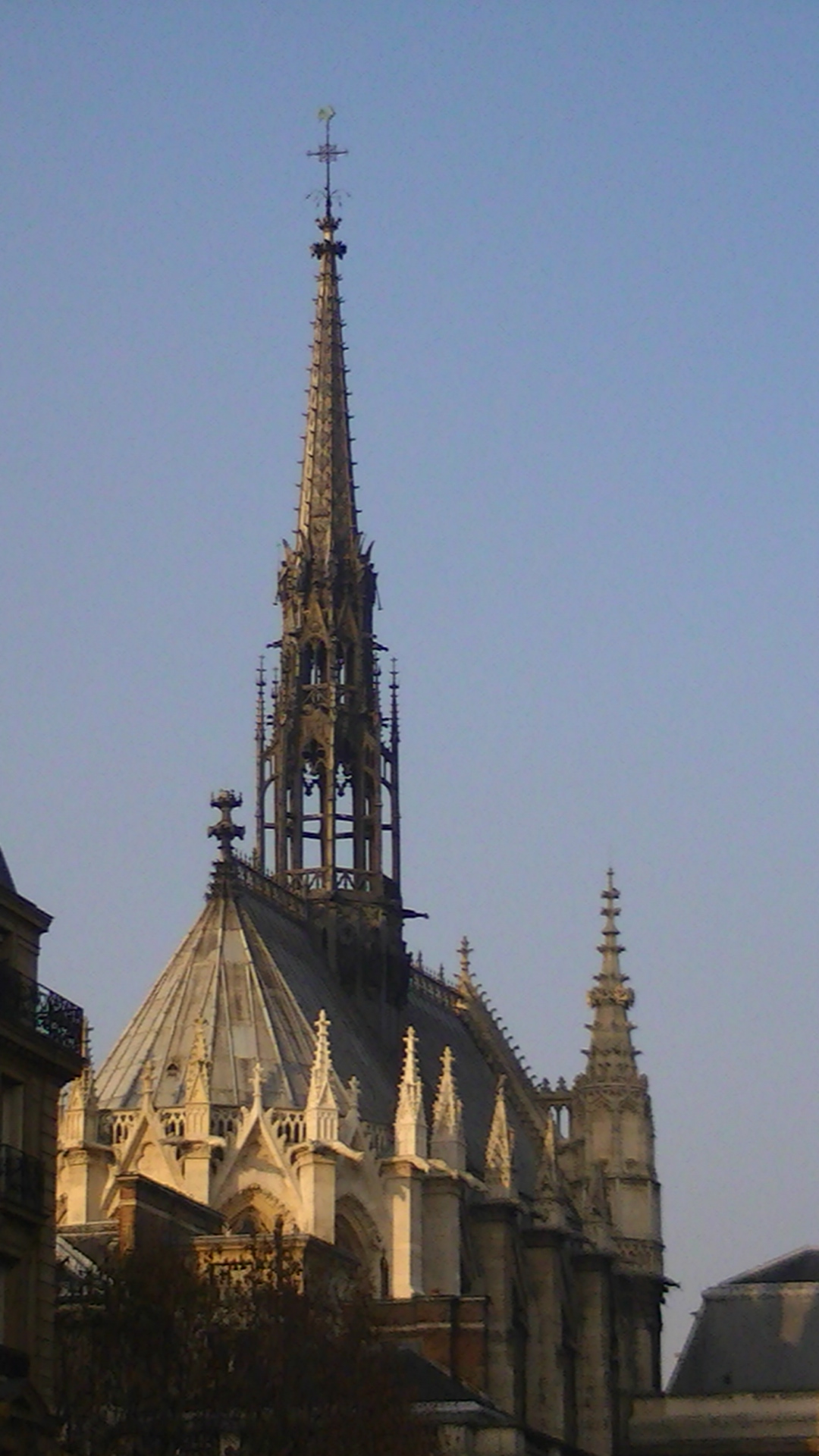
La flèche

### Cappella inferiore

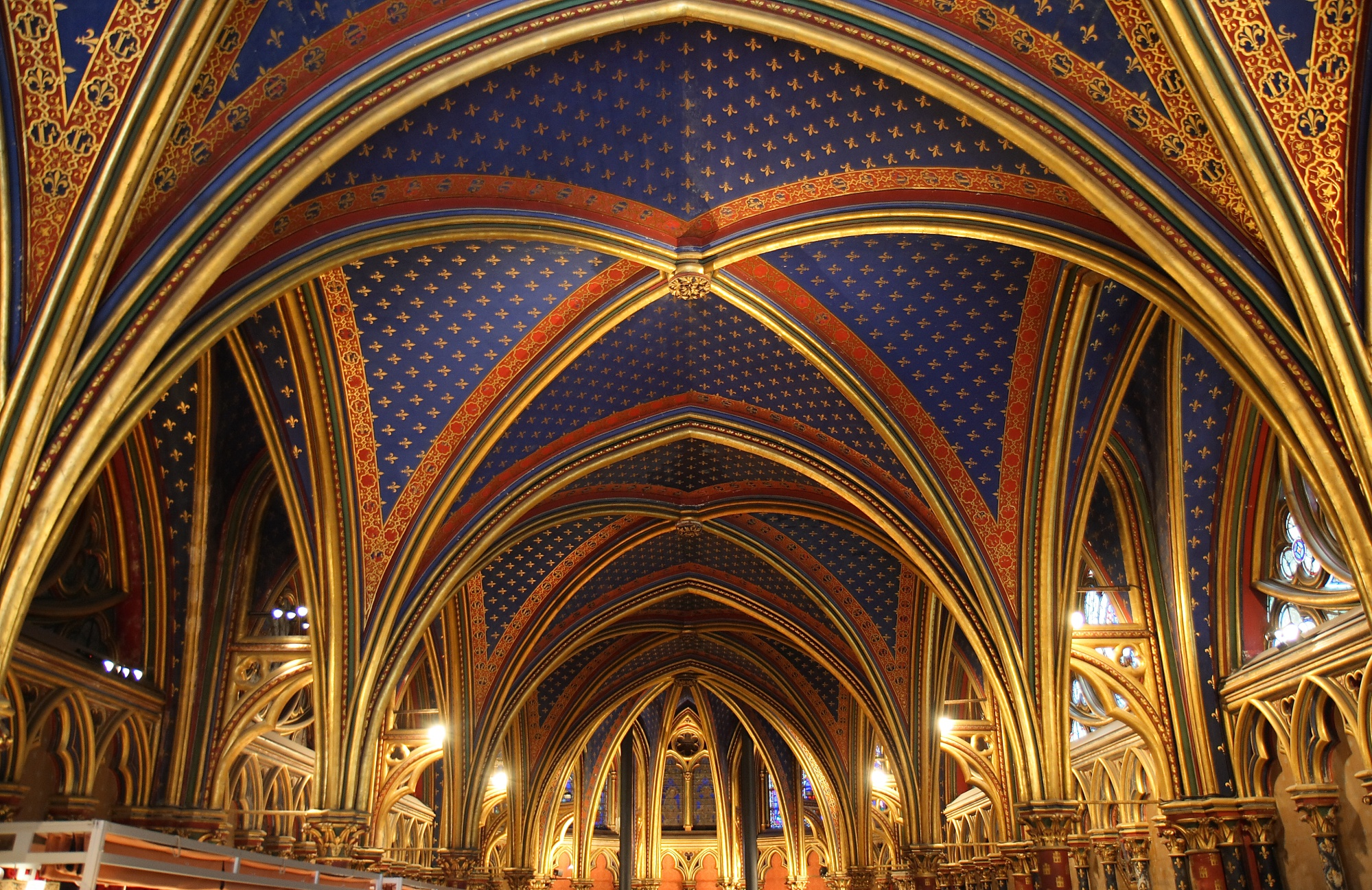
Interno della cappella inferiore

La cappella inferiore è alta meno di 7 metri e presenta una struttura a tre navate separate da esili colonnine con capitelli scolpiti. Le due navate laterali sono notevolmente più strette rispetto a quella centrale e si congiungono intorno all'abside, andando a formare un deambulatorio eptagonale. L'area dell'abside, un tempo adibita a presbiterio, è rialzata di alcuni gradini rispetto al resto della cappella e presenta al centro due semplici colonnine di sostegno alla struttura soprastante. Sulla sinistra, vi è una statua marmorea dipinta di San Luigi IX.
Il ricco apparato pittorico, ampiamente restaurato nel corso dei lavori del XIX secolo, svolge principalmente il ruolo di decorazione dei vari elementi architettonici. Le volte, a crociera, sono su sfondo blu, con gigli dorati, richiamo allo stemma del re di Francia. Tale motivo è presente anche in alcune strombature e su alcune semicolonne. Le pareti presentano due fasce decorative: quella inferiore è costituita da archetti ogivali sorretti da colonnine, con la parete retrostante affresca; quella superiore, invece, consta in una finestra, nelle navate una lunetta e nel deambulatorio una bifora.

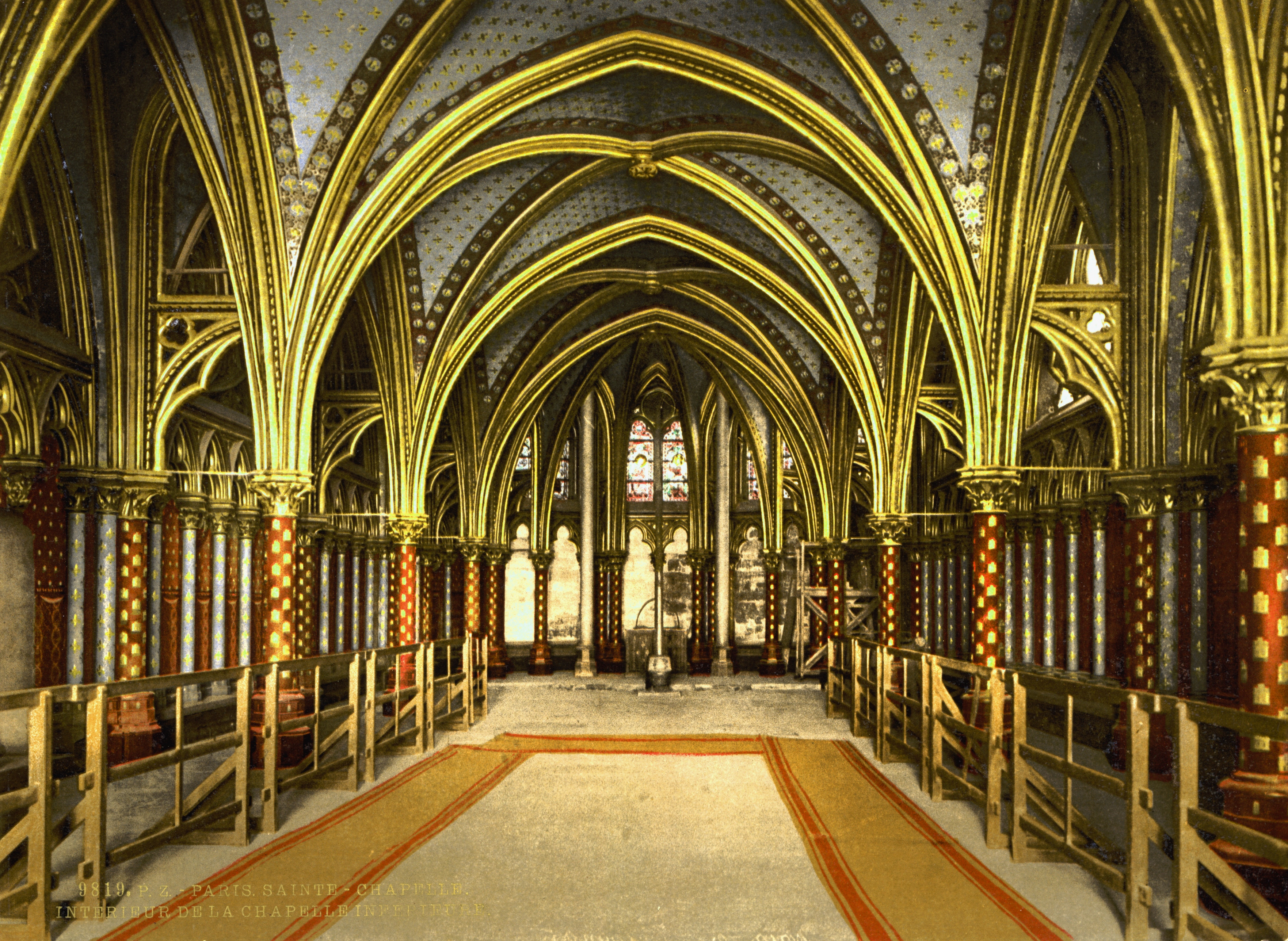
La cappella negli anni 1890
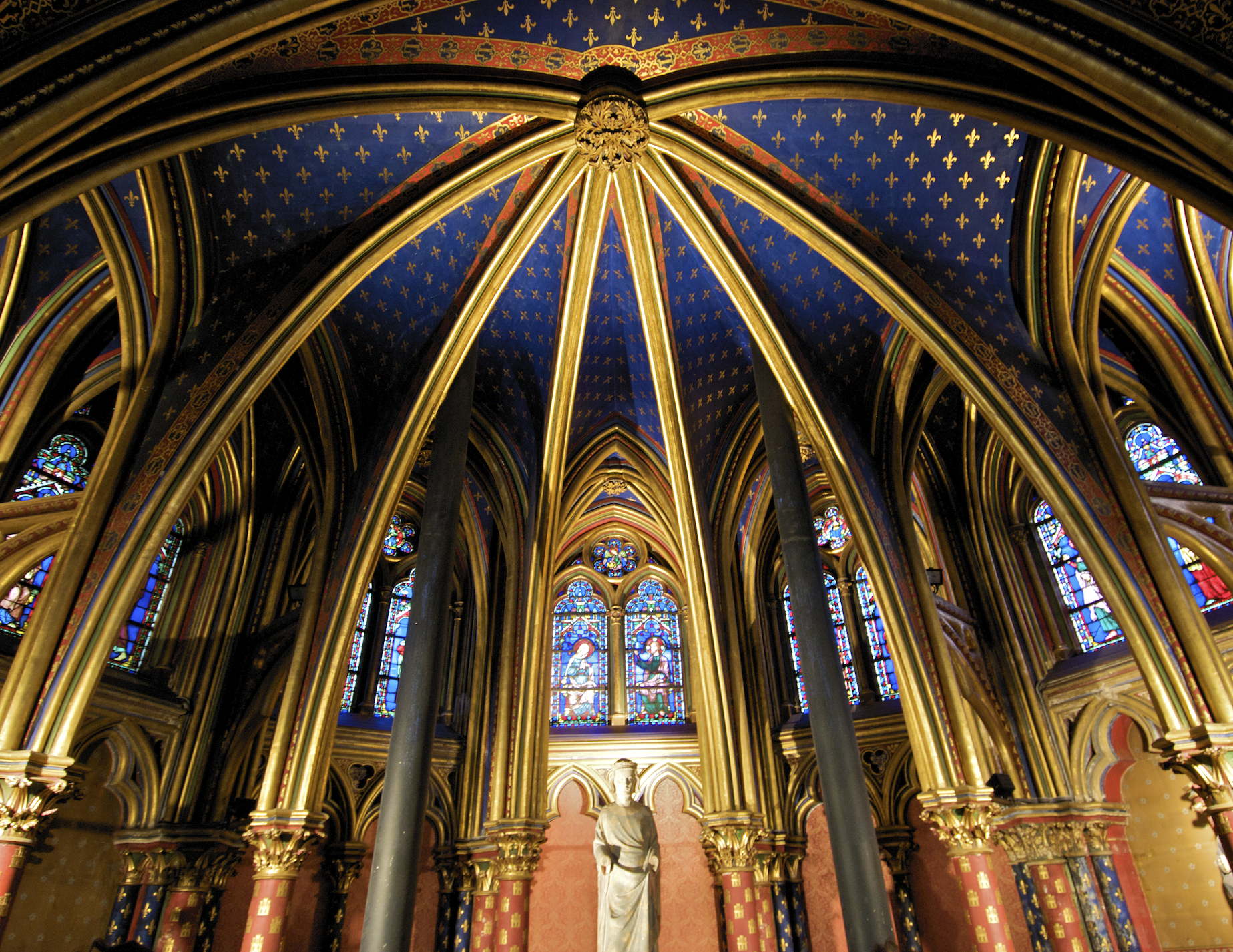
L'abside e il deambulatorio
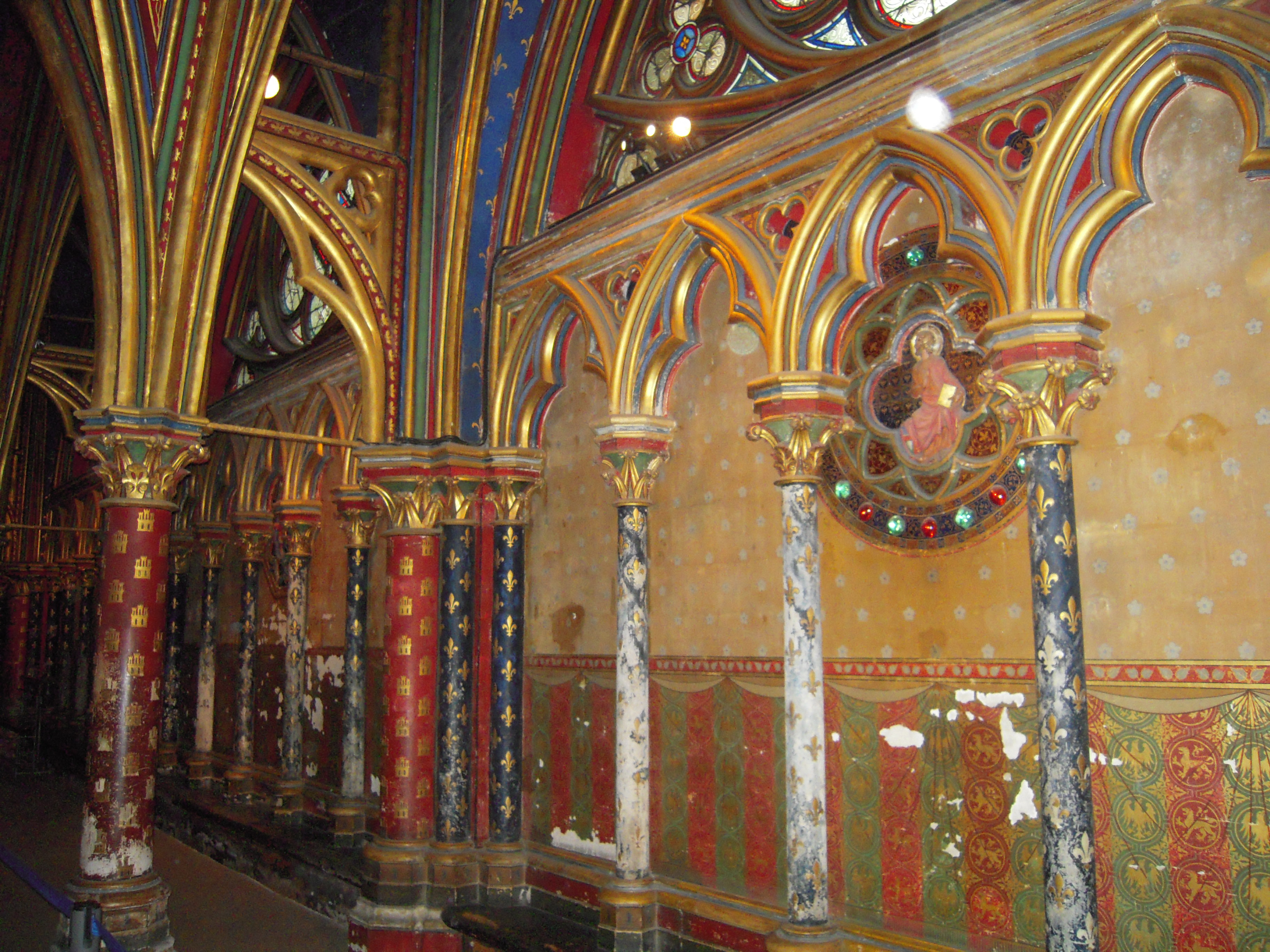
La navata laterale di destra
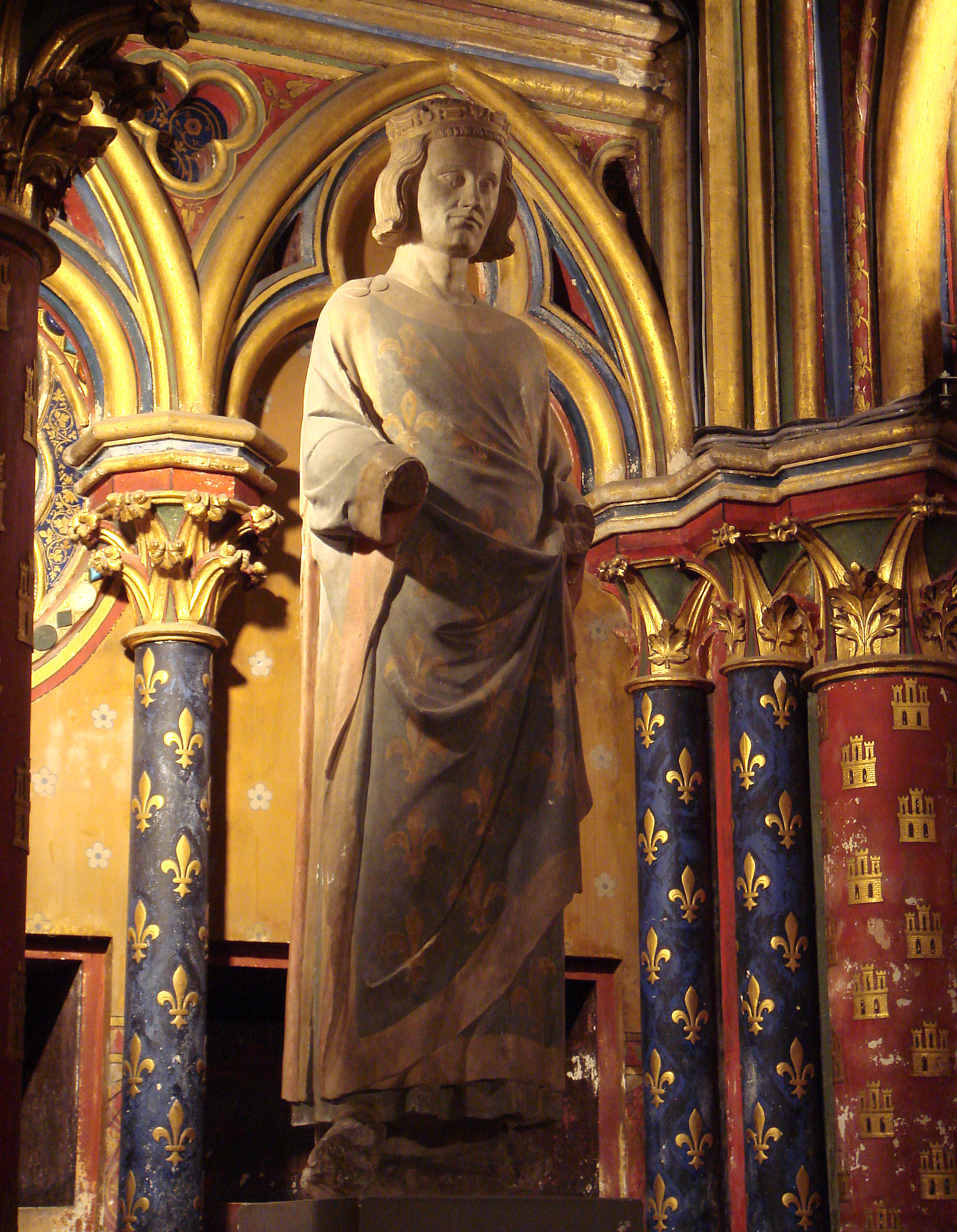
La statua di San Luigi IX

### Cappella superiore

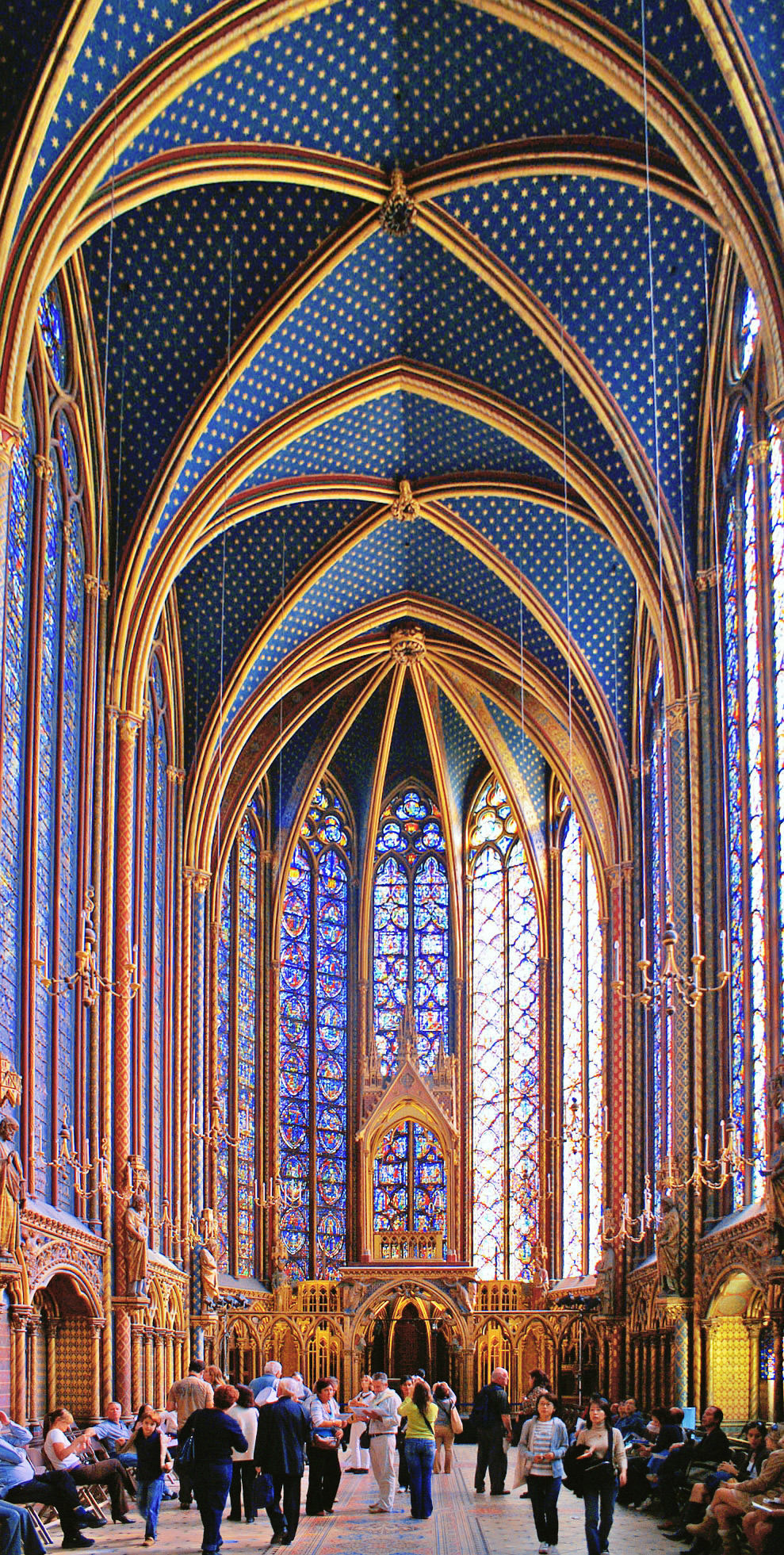
Interno della cappella superiore

La cappella superiore è un esempio mirabile di grande eleganza e leggerezza, dove le finissime pareti, ridotte all'ossatura dei contrafforti, lasciano immensi squarci vuoti riempiti dallo straordinario ciclo delle preziose vetrate duecentesche, l'elemento più famoso della cappella.
La sua struttura è a navata unica di quattro campate con alte volte a crociera, terminante con un'abside eptagonale. In controfacciata, vi sono in basso tre arcate cieche decorate con affreschi, mentre quella centrale si apre sull'esterno con il portale; in alto, invece, sopra la stretta cantoria con balaustra ad archetti ogivali, si trova il rosone quattrocentesco.
L'abside è interamente occupata dal complesso apparato dell'altare-reliquiario, costruito nel 1267 ed in seguito ampliato. Questo si articola su due livelli sovrapposti, uniti da due scale a chiocciola. Il livello inferiore, al centro, ha una profonda abside poligonale, ove originariamente si trovava l'altare; quello superiore, invece, ospita un ciborio dalle forme slanciate, poggiante su quattro esili pilastri polistili e coronato da guglie, ideato per essere custodia e reliquiario delle reliquie della Corona di spine.
Di notevole importanza è il ricco apparato decorativo costituito dalle vetrate policrome che chiudono le quadrifore della navata, le bifore dell'abside e il rosone della controfacciata. Le vetrate della navata e dell'abside, in totale quindici, risalgono al XIII secolo, e ad oggi si stima che una larghissima percentuale dei materiali utilizzati per la loro realizzazione (tra il 65 e il 75%) sia originale. Esse seguono un preciso programma iconografico incentrato sulle storie dell'Antico Testamento: il ciclo inizia a partire dalla prima campata della navata, con la vetrata settentrionale (parete destra), che tratta del Libro della Genesi; seguono il Libro dell'Esodo (seconda vetrata), il Libro dei Numeri (terza vetrata), il Libro di Giosuè (quarta vetrata), il Libro dei Giudici e il Libro di Isaia (quinta vetrata); il ciclo si interrompe in corrispondenza delle quattro vetrate centrali dell'abside, con Vita di San Giovanni Evangelista (sesta vetrata) e Infanzia di Gesù (settima vetrata), Passione di Gesù (vetrata centrale) e Vita di San Giovanni Battista (settima vetrata di sinistra); il ciclo continua lungo il fianco sinistro con il Libro di Daniele (sesta vetrata); Libro di Ezechiele (quinta vetrata), il Libro di Geremia e il Libro di Tobia (quarta vetrata), il Libro di Giuditta e il Libro di Giobbe (terza vetrata), il Libro di Ester (seconda vetrata), i Libri dei Re (seconda vetrata), per terminare con la Storia delle reliquie della Passione (prima vetrata). La vetrata del rosone risale agli anni novanta del XV secolo e raffigura scene dall'Apocalisse.

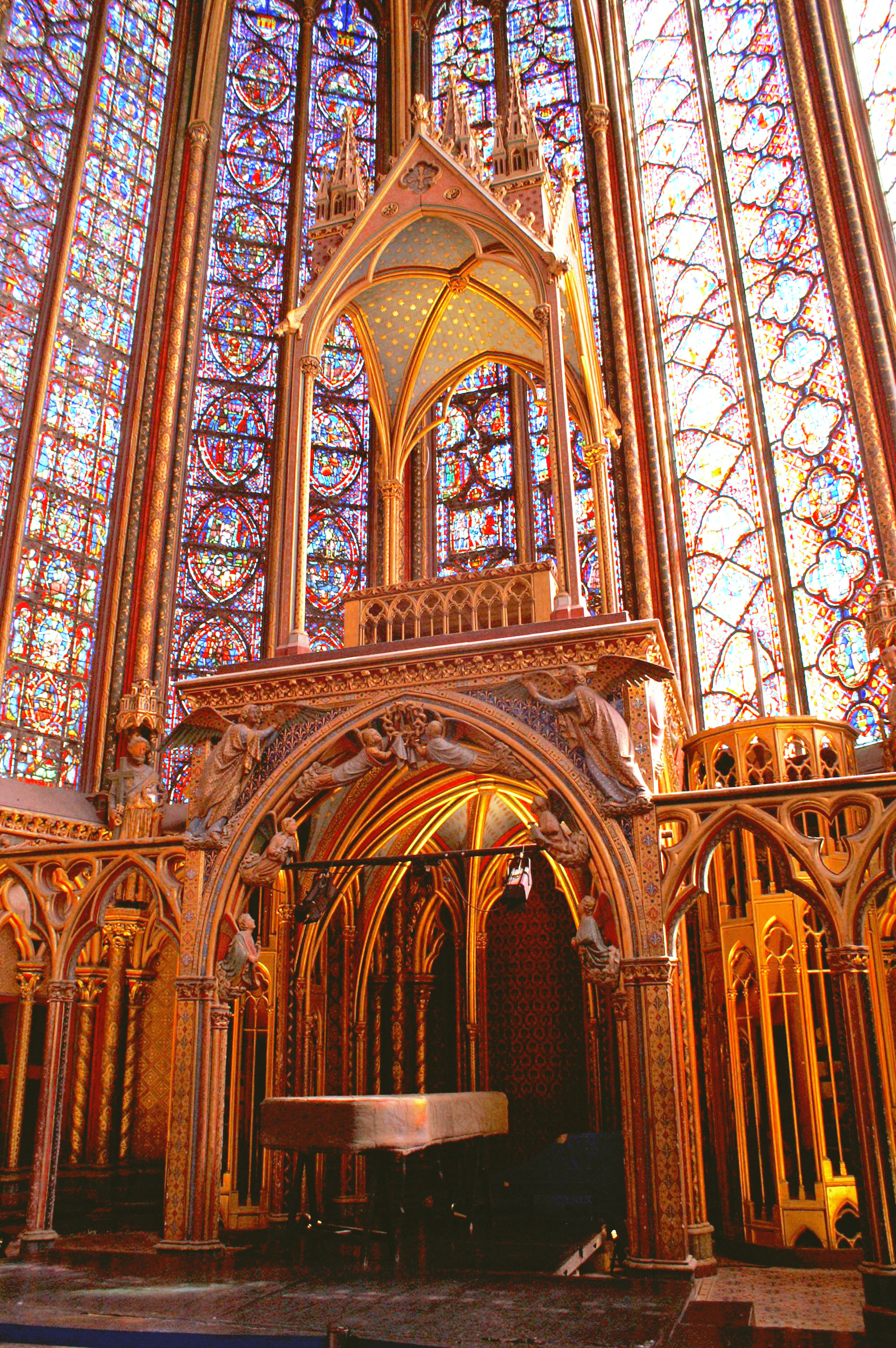
L'altare-reliquiario
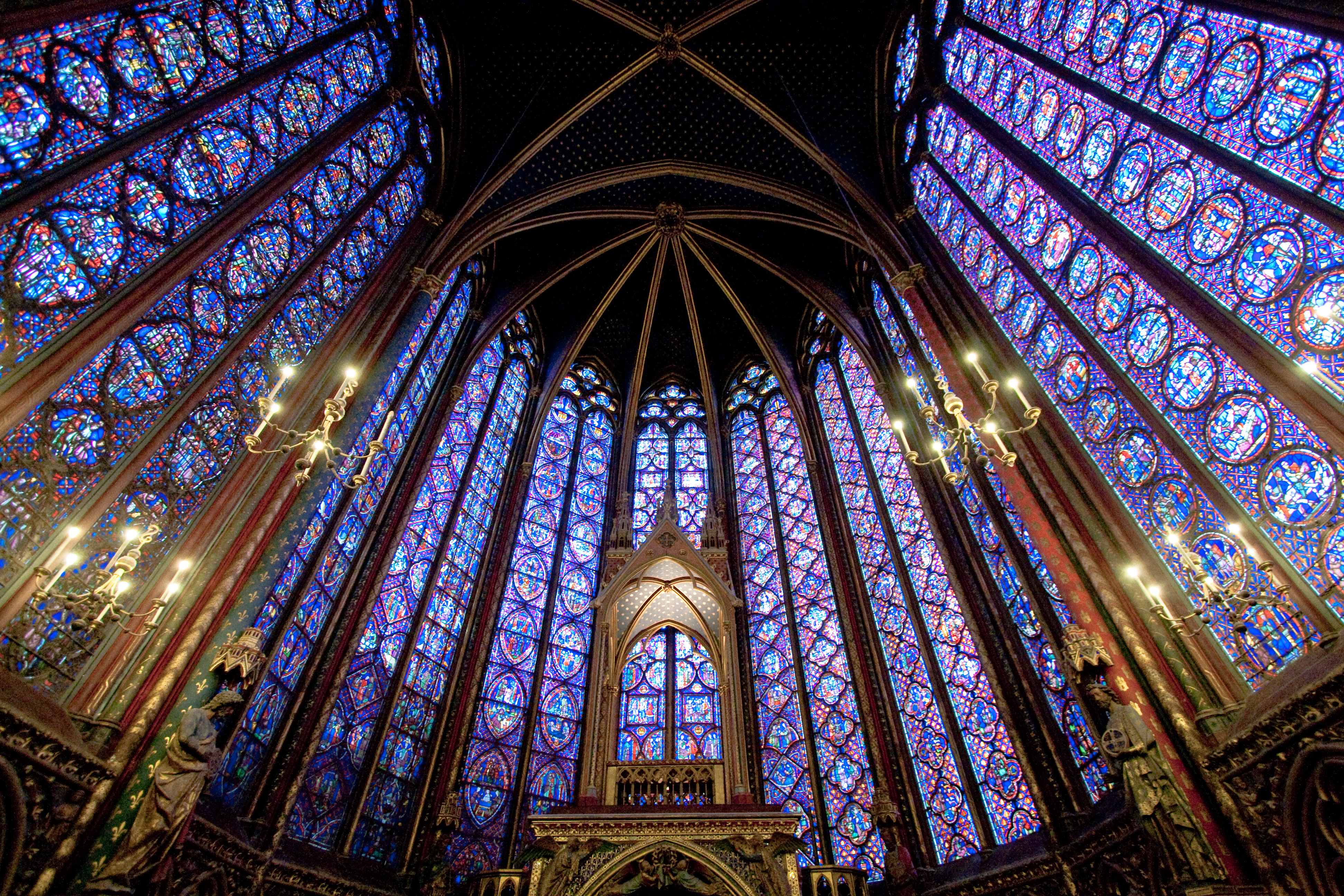
Le vetrate dell'abside
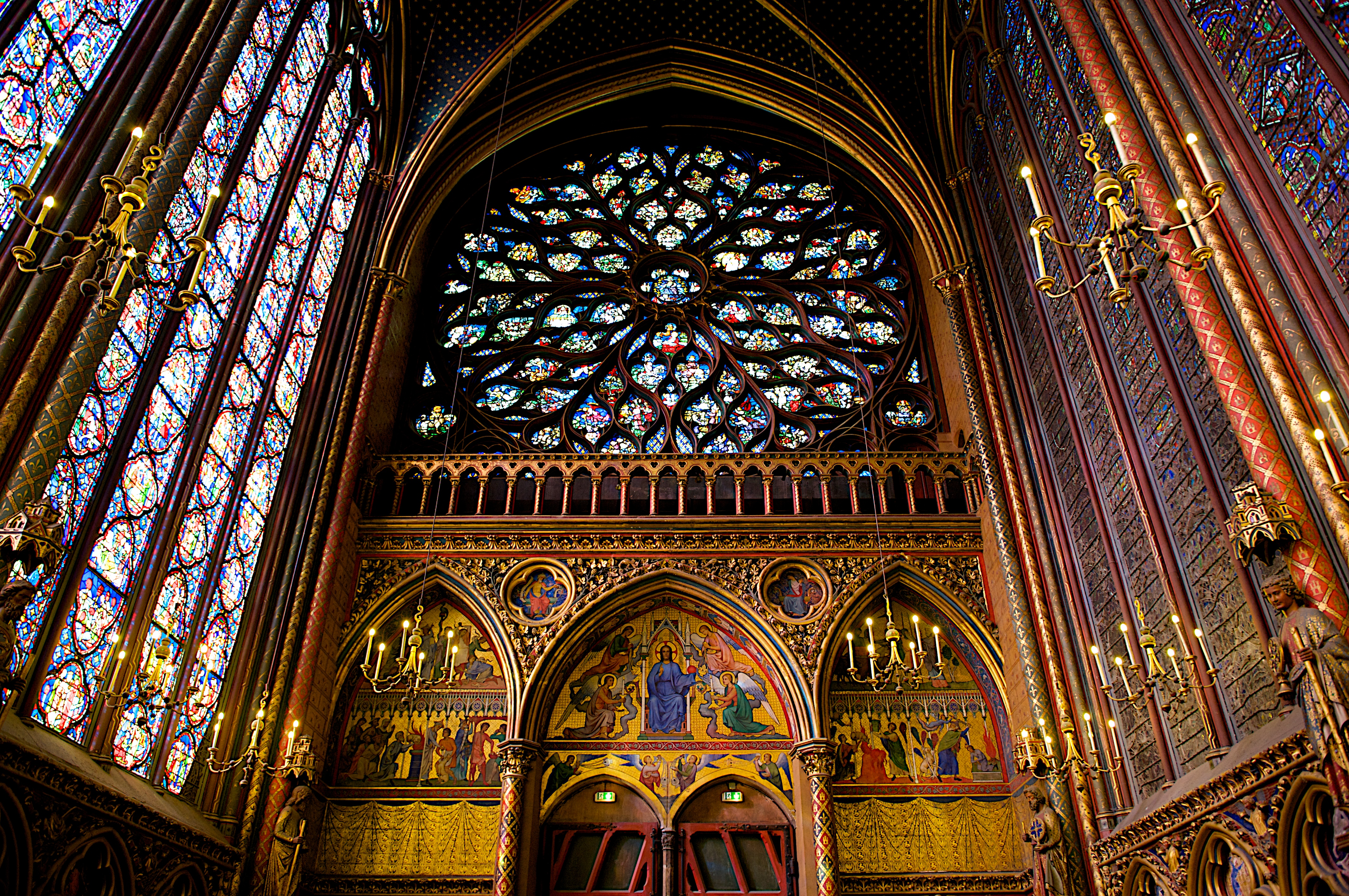
La controfacciata e il rosone quattrocentesco
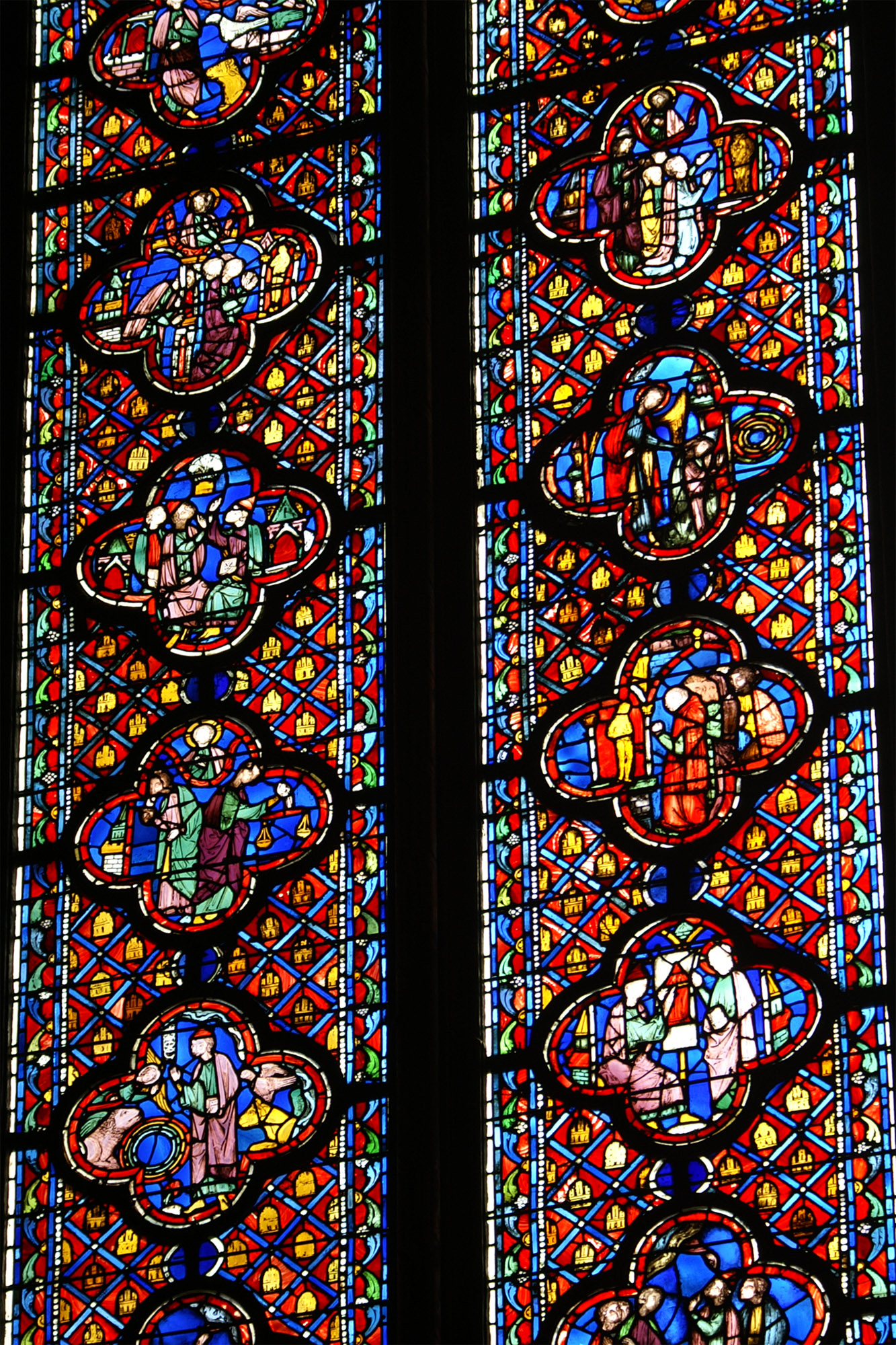
Particolare della vetrata della Vita di San Giovanni Evangelista